# Caraphia laosica
Caraphia laosica là một loài bọ cánh cứng trong họ Cerambycidae.